# 烯炔菊酯
烯炔菊酯(Empenthrin)，又稱益避寧、右旋反式炔戊菊酯，是一種合成除蟲菊精類殺蟲劑，對於多種昆蟲有活性，能防治衣蛾、衣魚、書蝨、鰹節蟲，忌避蟑螂。通常將其溶於紙片上或小罐裝，做成緩釋擴散劑型，用來防治衣物、紡織品、書籍的蟲害。

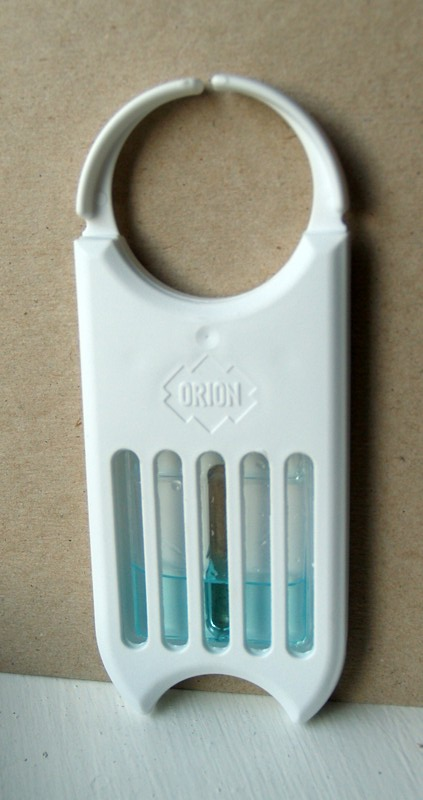
含有益避寧的紡織品害蟲防治掛片

對於大多數哺乳動物，益避寧的毒性很低，大鼠及小鼠的口服LD50都大於3500mg/kg，大鼠的皮膚接觸LD50大於2000mg/kg。但是對於魚類等水生生物具有高毒性，對於虹鱒的96小時LC50為1.7μg/L，大型蚤的48小時LC50為20μg/L。